# キス×kiss×キス
『キス×kiss×キス』（キス キス キス）は、エイベックス通信放送が製作するBeeTV、および後継サービスであるdTV、Leminoにて2010年より配信されている恋愛疑似体験ショートドラマのシリーズ作品。男女のカップルだけでなく、ボーイズラブのカップルの様子も描かれる。
テレビ東京を製作局とする地上波放送向けテレビドラマ『キス×kiss×キス～メルティングナイト～』が2022年10月から放送され、2023年11月からは『キス×kiss×キス～LOVE ii SHOWER～』が放送された。

## 配信シリーズ
キス×kiss×キス
2010年配信開始。
主題歌はBRIGHT「Flower（キス×kiss×キス Ver.）」。2011年2月9日にはMusic Videoとseason1全14話を収録したDVD『BRIGHT×キス×kiss×キス』が発売された。
出演者 amako、クリス・ロウ、南里空和、小野晴子、桔花、池上幸平、清水和博、紗綾
監督 関和亮
1 内緒のキス
2 密室のキス
3 初めてのキス
4 仲直りのキス
5 禁断のキス
6 背徳のキス
7 誘惑のキス
8 官能のキス
9 口移しのキス
10 ただいまのキス
11 びしょ濡れのキス
12 青空の下のキス
13 突然のキス
14 秘密のキス（最終回）
キス×kiss×キス chapter2
2011年12月1日配信開始。
主題歌はBRIGHT「キミがいるから～ココロのとなりで～」。2012年2月15日に3形態発売されたシングルのうち、Ver.Cにフォトブックと『chapter2』全14話収録のDVDが同梱された。
キャスト 加藤仁志、JIN、橋本淳、佐藤愛子、高橋絵美、西秋愛菜
監督 関和亮
第1話：束縛のキス
第2話：告白のキス
第3話：看病のキス
第4話：涙のキス
第5話：クリスマスのキス
第6話：背後のキス
第7話：誕生日のキス
第8話：水中のキス
第9話：壁際のキス
第10話：秘密の場所のキス
第11話：交差点のキス
第12話：卒業のキス
第13話（最終回）：誓いのキス
キス×kiss×キス Last chapter of Love
2014年3月20日配信開始。
主題歌は杉恵ゆりか「キスの前みたいに」。2015年8月26日に2形態発売されたシングル『ジョキッ』のうち、DVD同梱版のDVDに『Last chapter of Love』全12話を収録。
監督 関和亮
キャスト 井澤勇貴、池上幸平、井出卓也、橋本淳、桜井ユキ、智川れいさ、吉岡更紗
第1話：奪われたキス
第2話：嘘の先のキス
第3話：急接近のキス
第4話：いじわるなキス
第5話：ケンカの後のキス
第6話：独占欲のキス
第7話：シャンプーのキス
第8話：目覚めのキス
第9話：忘れられないキス
第10話：天空のキス
第11話：秘密のキス
第12話（最終回）：再燃のキス
キス×kiss×キス Special chapter
2017年1月20日配信開始。
主題歌はBeverly「Just once again」。
監督 関和亮
キャスト 福山翔大、小川紗良、星野結衣、満月あいり、三田尚人、町山博彦、藤原薫
第1話 ちょいS兄系イケメンにつつみ込まれるキス。
第2話（最終回）イケメンクラスメイトと胸キュンに飲み込まれるキス。
キス×kiss×キス ～デキアイシンデレラ～
2022年1月7日配信開始。2月4日まで毎週火曜・金曜22時に配信された（初回は第1話・第2話同時配信）。
主題歌は大塚愛「Mr.lover」。
監督　森田亮、畑山創
第1話「カーテンキス」
出演：簡秀吉、白上心望
第2話「命令キス」
出演：中島健、藍川きあら
第3話「リアルキス」
出演：井上想良、橋本乃依
第4話「同期のキス」
出演：杉江大志、一ノ瀬竜
第5話「パーフェクトキス」
出演：一ノ瀬竜、坂口風詩
第6話「暗闇のキス♡」
出演：簡秀吉、松岡里英
第7話「プレゼント♡キス」
出演：井上想良、橋本乃依
第8話「先生とのキス」
出演：中島健、坂口風詩
第9話「社長室でのキス」
出演：一ノ瀬竜、松岡里英
第10話「憧れキス」
出演：井上想良、坂口風詩
キス×kiss×キス ～パーフェクトスキャンダル～
2022年7月1日配信開始。9月9日まで毎週金曜22時に配信された（初回は第1話・第2話同時配信）。
主題歌は東京女子流「Viva La 恋心」。
脚本 内平未央
監督 森田亮、畑山創、小菅規照
第1話「授業中のキス」イケメン大学生×女子大生
出演 仲野温、山本栞
第2話「パーフェクトキスⅡ」人気俳優×幼馴染女子
出演 山本涼介、山本栞
第3話「タブーなキス」イケメン議員×秘書
出演 町井祥真、柳美稀
第4話「甘すぎるキス」上司×部下
出演 小南光司、植村颯太
第5話「イケボとキス」人気声優×スタッフ
出演 山本涼介、神嶋里花
第6話「スキャンダルキス」人気芸能人×一般女性
出演 仲野温、神嶋里花
第7話「乱れるキス」イケメン書道家×主婦
出演：植村颯太、柳美稀
第8話「ニュースなキス」ニュースキャスター×スタッフ
出演 町井祥真、朝井瞳子
第9話「アイドル同士のキス」男子アイドル×男子アイドル
出演：仲野温、赤羽流河
第10話「プライベートキス」人気アイドル×上京女子大生
出演：赤羽流河、朝井瞳子
第11話「王子様キス」イケメン王子×カフェバイト
出演：山本涼介、朝井瞳子
第12話「2ndファーストキス」大学生×事務員＋SF
出演：赤羽流河、青木志穏

## テレビドラマ
テレビ東京系列の深夜ドラマ枠にて毎週2本立てのオムニバス形式で放送。地上波第1弾『キス×kiss×キス～メルティングナイト～』は2022年10月20日（19日深夜）から12月22日（21日深夜）まで「水ドラ25」にて放送。
地上波第2弾『キス×kiss×キス～LOVE ii SHOWER～』（ - ラブ ラブ シャワー）は2023年11月3日（2日深夜）から12月22日（21日深夜）まで金曜1:00 - 1:30（木曜深夜）枠にて放送された。

### キャスト
メルティングナイト
複数エピソードへの重複出演あり。
LOVE ii SHOWER
複数エピソードへの重複出演あり。

### 放送日程
| 各話       | 放送日          | サブタイトル         | 俳優                | 役名              | 監督     |
| ---------- | --------------- | -------------------- | ------------------- | ----------------- | -------- |
| episode.01 | 2022年 10月20日 | 浴衣でキス           | 赤羽流河            | 彼                | 森田亮   |
| episode.01 | 2022年 10月20日 | 浴衣でキス           | 葵うたの            | 彼女              | 森田亮   |
| episode.01 | 2022年 10月20日 | 浴衣でキス           | 伊藤あさひ 窪田彩乃 | 前を歩くカップル  | 森田亮   |
| episode.02 | 2022年 10月20日 | カフェカー休憩チュウ | 仲野温              | 人気俳優の彼      | 森田亮   |
| episode.02 | 2022年 10月20日 | カフェカー休憩チュウ | 窪田彩乃            | カフェカーの店員  | 森田亮   |
| episode.03 | 10月27日        | リモート会議チュウ   | 那須泰斗            | 同棲中の年下彼    | 畑山創   |
| episode.03 | 10月27日        | リモート会議チュウ   | 井口綾子            | 同棲中の彼女      | 畑山創   |
| episode.04 | 10月27日        | ラストキス           | 三宅亮輔            | モテ男のA彼       | 森田亮   |
| episode.04 | 10月27日        | ラストキス           | 樫尾篤紀            | 地味な見た目のB彼 | 森田亮   |
| episode.04 | 10月27日        | ラストキス           | 日影舘まい          | 美人なC子         | 森田亮   |
| episode.05 | 11月03日        | ハート救命キス       | 鬼倉龍大            | 大学生            | 森田亮   |
| episode.05 | 11月03日        | ハート救命キス       | 出口亜梨沙          | バリキャリ女子    | 森田亮   |
| episode.06 | 11月03日        | 攻略キス             | 三宅亮輔            | ハイスぺ男子      | 畑山創   |
| episode.06 | 11月03日        | 攻略キス             | 喜多乃愛            | セカンド女子      | 畑山創   |
| episode.07 | 11月10日        | 夜景キス             | 伊藤あさひ          | 兄の友達          | 小菅規照 |
| episode.07 | 11月10日        | 夜景キス             | 窪田彩乃            | 彼女              | 小菅規照 |
| episode.07 | 11月10日        | 夜景キス             | 後藤聖那            | 彼女の兄          | 小菅規照 |
| episode.08 | 11月10日        | オオカミキス         | 日影舘まい          | 不倫女子          | 森田亮   |
| episode.08 | 11月10日        | オオカミキス         | 後藤聖那            | 後輩男子          | 森田亮   |
| episode.09 | 11月17日        | アイスキス           | 後藤聖那            | シャイ甘男子      | 畑山創   |
| episode.09 | 11月17日        | アイスキス           | 井口綾子            | トマドイ女子      | 畑山創   |
| episode.10 | 11月17日        | インタビューキス     | 岡宏明              | 人気俳優          | 小菅規照 |
| episode.10 | 11月17日        | インタビューキス     | 出口亜梨沙          | 初めての彼女      | 小菅規照 |
| episode.11 | 11月24日        | 介抱キス             | 宇佐卓真            | 同期男子          | 畑山創   |
| episode.11 | 11月24日        | 介抱キス             | 日影舘まい          | 失恋女子          | 畑山創   |
| episode.12 | 11月24日        | ドライヤーキス       | 仲野温              | 彼                | 森田亮   |
| episode.12 | 11月24日        | ドライヤーキス       | 河本景              | 彼女              | 森田亮   |
| episode.13 | 12月01日        | アイドル秘密のキス   | 仲野温              | A彼               | 森田亮   |
| episode.13 | 12月01日        | アイドル秘密のキス   | 赤羽流河            | B彼               | 森田亮   |
| episode.13 | 12月01日        | アイドル秘密のキス   | 後藤聖那            | C彼               | 森田亮   |
| episode.14 | 12月01日        | お迎えキス           | 岡宏明              | 推しメン          | 小菅規照 |
| episode.14 | 12月01日        | お迎えキス           | 栗林藍希            | 妄想女子          | 小菅規照 |
| episode.15 | 12月08日        | 癒しのキス           | 伊藤あさひ          | 人気動画配信男子  | 森田亮   |
| episode.15 | 12月08日        | 癒しのキス           | 岩崎藤江            | お疲れ女子        | 森田亮   |
| episode.16 | 12月08日        | 当てつけキス         | 三宅亮輔            | 男友達            | 畑山創   |
| episode.16 | 12月08日        | 当てつけキス         | 河本景              | 彼女              | 畑山創   |
| episode.16 | 12月08日        | 当てつけキス         | 樫尾篤紀            | 今彼              | 畑山創   |
| episode.16 | 12月08日        | 当てつけキス         | 立野沙紀            | 知らない女性      | 畑山創   |
| episode.17 | 12月15日        | 内緒のキス           | 那須泰斗            | 義理の兄弟        | 森田亮   |
| episode.17 | 12月15日        | 内緒のキス           | 宇佐卓真            | 義理の兄弟        | 森田亮   |
| episode.18 | 12月15日        | 理想のキス           | 鬼倉龍大            | 同期男子          | 畑山創   |
| episode.18 | 12月15日        | 理想のキス           | 立野沙紀            | 焦らされ女子      | 畑山創   |
| episode.18 | 12月15日        | 理想のキス           | 樫尾篤紀            | 客夫婦            | 畑山創   |
| episode.18 | 12月15日        | 理想のキス           | 河本景              | 客夫婦            | 畑山創   |
| episode.19 | 12月22日        | ヤキモチキス         | 赤羽流河            | 年下の今彼        | 畑山創   |
| episode.19 | 12月22日        | ヤキモチキス         | 立野沙紀            | 彼女              | 畑山創   |
| episode.19 | 12月22日        | ヤキモチキス         | 岡宏明              | 元カレ            | 畑山創   |
| episode.20 | 12月22日        | 遠距離恋愛チュウ     | 樫尾篤紀            | 彼                | 森田亮   |
| episode.20 | 12月22日        | 遠距離恋愛チュウ     | 葵うたの            | 彼女              | 森田亮   |

| 各話   | 放送日          | サブタイトル         | 俳優     | 役名       | 監督   |
| ------ | --------------- | -------------------- | -------- | ---------- | ------ |
| 第1話  | 2023年 11月03日 | 秘密のキス           | 那須泰斗 | 佳祐       | 森田亮 |
| 第1話  | 2023年 11月03日 | 秘密のキス           | 米村知希 | 浩平       | 森田亮 |
| 第1話  | 2023年 11月03日 | 秘密のキス           | 岬あかり | ほのか     | 森田亮 |
| 第1話  | 2023年 11月03日 | アイドルキス 練習編  | 赤羽流河 | 麦         | 森田亮 |
| 第1話  | 2023年 11月03日 | アイドルキス 練習編  | 仲野温   | 昴         | 森田亮 |
| 第1話  | 2023年 11月03日 | アイドルキス 練習編  | 矢崎希菜 | 七海       | 森田亮 |
| 第2話  | 11月10日        | バス・ストップ・キス | 米村知希 | 和樹       | 森田亮 |
| 第2話  | 11月10日        | バス・ストップ・キス | 結木千尋 | 咲良       | 森田亮 |
| 第2話  | 11月10日        | コンプライアンスキス | 赤羽流河 | 麦         | 森田亮 |
| 第2話  | 11月10日        | コンプライアンスキス | 仲野温   | 昴         | 森田亮 |
| 第2話  | 11月10日        | コンプライアンスキス | 七瀬公   | 河合       | 森田亮 |
| 第2話  | 11月10日        | コンプライアンスキス | 矢崎希菜 | 七海       | 森田亮 |
| 第3話  | 11月17日        | 発熱キス             | 宇佐卓真 | 大地       | 森田亮 |
| 第3話  | 11月17日        | 発熱キス             | 那須泰斗 | 光輝       | 森田亮 |
| 第3話  | 11月17日        | クリーニングキス     | 荒井啓志 | 本田達也   | 森田亮 |
| 第3話  | 11月17日        | クリーニングキス     | 矢崎希菜 | 高坂菜緒   | 森田亮 |
| 第4話  | 11月24日        | ビストロキス         | 古屋呂敏 | 松下亮     | 畑山創 |
| 第4話  | 11月24日        | ビストロキス         | 新田ミオ | 武藤灯里   | 畑山創 |
| 第4話  | 11月24日        | わたしの青い鳥       | 上野凱   | 山内       | 森田亮 |
| 第4話  | 11月24日        | わたしの青い鳥       | 谷本琳音 | 杏子       | 森田亮 |
| 第5話  | 12月01日        | アトリエキス         | 南雲奨馬 | 村山直樹   | 畑山創 |
| 第5話  | 12月01日        | アトリエキス         | 武本悠佑 | 山城清     | 畑山創 |
| 第5話  | 12月01日        | アトリエキス         | 白石糸   | 山城の妻   | 畑山創 |
| 第5話  | 12月01日        | 本当のととのいキス   | 荒井啓志 | 榎本翔太   | 畑山創 |
| 第5話  | 12月01日        | 本当のととのいキス   | 上野凱   | 悟志       | 畑山創 |
| 第5話  | 12月01日        | 本当のととのいキス   | 結木千尋 | 鈴木桃花   | 畑山創 |
| 第6話  | 12月08日        | エイジレスキス       | 宇佐卓真 | 安東涼太   | 森田亮 |
| 第6話  | 12月08日        | エイジレスキス       | 白石糸   | 美和       | 森田亮 |
| 第6話  | 12月08日        | 目覚めのキス         | 米村知希 | 滝沢修二   | 畑山創 |
| 第6話  | 12月08日        | 目覚めのキス         | 谷本琳音 | 金子亜沙美 | 畑山創 |
| 第7話  | 12月15日        | パパ友とのキス       | 七瀬公   | 大西健斗   | 畑山創 |
| 第7話  | 12月15日        | パパ友とのキス       | 下京慶子 | 三上祐奈   | 畑山創 |
| 第7話  | 12月15日        | 成長キス             | 桜井鉄也 | 吉井綾人   | 畑山創 |
| 第7話  | 12月15日        | 成長キス             | 南雲奨馬 | 小峯仁     | 畑山創 |
| 第7話  | 12月15日        | 成長キス             | 岬あかり | 佐伯真由   | 畑山創 |
| 最終話 | 12月22日        | パラレルワールドキス | 赤羽流河 | 黒崎真人   | 森田亮 |
| 最終話 | 12月22日        | パラレルワールドキス | 七瀬公   | 水原拓海   | 森田亮 |
| 最終話 | 12月22日        | パラレルワールドキス | 下京慶子 | 黒崎沙織   | 森田亮 |
| 最終話 | 12月22日        | ランニングキス       | 桜井鉄也 | 佐野       | 森田亮 |
| 最終話 | 12月22日        | ランニングキス       | 花澤桃花 | 亜子       | 森田亮 |
| 最終話 | 12月22日        | ランニングキス       | 武本悠佑 | 山城清     | 森田亮 |

### スタッフ
- 企画・プロデュース - 鈴木健太郎（エイベックス・ピクチャーズ）
- 脚本 - 内平未央
- 監督
  - メルティングナイト - 森田亮、畑山創、小菅規照
  - LOVE ii SHOWER - 森田亮、畑山創
- オープニングテーマ
  - メルティングナイト -  THE RAMPAGE from EXILE TRIBE「KIMIOMOU」（rhythm zone）[15]
  - LOVE ii SHOWER - WOLF HOWL HARMONY「Sugar Honey」（rhythm zone）[16]
- エンディングテーマ
  - メルティングナイト - Da-iCE「Answers」（avex trax）[17]
  - LOVE ii SHOWER - THREE1989「アイイロ」（rhythm zone）[16]
- プロデューサー
  - メルティングナイト - 正井彩夏（テレビ東京）、寺原洋平（テレビ東京）、梶原富治（ROBOT）
  - LOVE ii SHOWER - 寺原洋平（テレビ東京）、正井彩夏（テレビ東京）、夏雪（テレビ東京）、梶原富治（ROBOT）、菊池実里（ROBOT）
- 制作
  - メルティングナイト - エイベックス・ピクチャーズ
  - LOVE ii SHOWER - テレビ東京、エイベックス・ピクチャーズ
- 制作プロダクション - ROBOT
- 著作
  - メルティングナイト - エイベックス通信放送/とろける夜製作委員会
  - LOVE ii SHOWER - ラブシャワーズ製作委員会

### 放送局
| 放送期間                       | 放送時間                     | 放送局         | 対象地域       | 備考   |
| ------------------------------ | ---------------------------- | -------------- | -------------- | ------ |
| 2022年10月20日 - 12月22日      | 木曜 1:00 - 1:30（水曜深夜） | テレビ東京     | 関東広域圏     | 製作局 |
|                                |                              | テレビ北海道   | 北海道         |        |
|                                |                              | テレビ愛知     | 愛知県         |        |
|                                |                              | テレビせとうち | 岡山県・香川県 |        |
|                                |                              | TVQ九州放送    | 福岡県         |        |
| 2022年10月28日 - 2023年1月6日  | 金曜 2:35 - 3:05（木曜深夜） | テレビ大阪     | 大阪府         |        |
| 2022年11月10日 - 2023年1月12日 | 木曜 0:00 - 0:30（水曜深夜） | びわ湖放送     | 滋賀県         |        |

| 放送期間                 | 放送時間                     | 放送局       | 対象地域   | 備考   |
| ------------------------ | ---------------------------- | ------------ | ---------- | ------ |
| 2023年11月3日 - 12月22日 | 金曜 1:00 - 1:30（木曜深夜） | テレビ東京   | 関東広域圏 | 製作局 |
|                          |                              | テレビ北海道 | 北海道     |        |
|                          |                              | TVQ九州放送  | 福岡県     |        |

### ネット配信
| 配信開始月 | 配信サイト     | 配信料金     | 備考                               |
| ---------- | -------------- | ------------ | ---------------------------------- |
| 2022年10月 | TVer           | 広告付き無料 | 見逃し配信                         |
| 2022年10月 | ネットもテレ東 | 広告付き無料 | 見逃し配信                         |
| 2022年10月 | GYAO!          | 広告付き無料 | 見逃し配信                         |
| 2022年10月 | dTV            | 定額制有料   | 10月12日22:00より1週間独占先行配信 |

- テレビ放送を記念して過去の配信シリーズ全作品もdTVにて配信された。

| 配信開始月 | 配信サイト | 配信料金     | 備考                               |
| ---------- | ---------- | ------------ | ---------------------------------- |
| 2023年11月 | TVer       | 広告付き無料 | 見逃し配信                         |
| 2023年10月 | Lemino     | 定額制有料   | 10月26日22:00より1週間独占先行配信 |

| テレビ東京系 水ドラ25                             | テレビ東京系 水ドラ25                                               | テレビ東京系 水ドラ25                                             |
| 前番組                                            | 番組名                                                              | 次番組                                                            |
| ------------------------------------------------- | ------------------------------------------------------------------- | ----------------------------------------------------------------- |
| 直ちゃんは小学五年生 （2022年10月6日 - 10月13日） | キス×kiss×キス 〜メルティングナイト〜 （2022年10月20日 - 12月22日） | それでも結婚したいと、ヤツらが言った。 （2023年1月5日 - 2月23日） |
| テレビ東京系 金曜（木曜深夜）1:00 - 1:30          |                                                                     |                                                                   |
| 番組宣伝・単発番組枠                              | キス×kiss×キス～LOVE ii SHOWER～ （2023年11月3日 - 12月22日）       | DAN! DAN! EBiDAN!                                                 |